# مونتي أغيلا (تشيلي)
ونتي أغيلا (بالإسبانية: Monte Águila) هي مدينة تشيلية في إقليم بيو بيو. يبلغ عدد سكانها 6574 من السكان.

## علم مكان
اسم «مونتي أغيلا» هو عبارة باللغة الاسبانية، والتي تتكون من كلمتين: جبل (الإسبانية: Monte) والنسر (الإسبانية: Águila)، الذي ترجم إلى العربية من شأنه أن يكون «جبل النسر» أو «النسور مونتي»، وهذا بسبب أن في المنطقة، وفقا لتقارير من السكان، كان هناك جبل في القطاع، والتي بلدة النسور وغيرها من الطيور الجارحة والتي انتقلت من هناك إلى لحظة الاحتلال البشري. أصل الاسم يأتي من لونكه نيأنكمايدى، الرئيس السابق لأول سكان مابوتشي في المنطقة التي كان اسمها يعني «جبل النسور».

## التاريخ

### التأسيس
تغطي أصول هذه المدينة مساحة لا تزيد عن 150 عامًا، لدرجة أن المؤرخ التشيلي فرانسيسكو أستابوروغا في كتابه، يشير إلى المدينة أولاً، ويطلق عليها اسم «فوندو ونتي أغيلا». يبدأ التاريخ بالسكان الأصليين من قبيلة المابوتشي والأراوكانيين الذين استقروا في منطقة ونتي أغيلا، التي تنتمي إلى مقاطعة (بالإسبانية: subdelegación) في يومبل.كان السكان الأوائل في هذه المدينة مجموعة من السكان الأصليين من مجموعة مابوتشي العرقية، والذين عاشوا في وسط أكثر المناطق الرملية والمهجورة، مع النباتات النادرة، والمعروفة باسم عرقهم باسم كهيونشس (في لغة مابوتشي: أهل الرمال). كان هؤلاء السكان الأصليون يقودهم لونكه نيأنكمايدى (لونكه هو رأس مابوتشي في وقت السلم)، الذين لم يتم قبولهم مع المزارع في المزرعة التي تم تطويرها في هذا القطاع، وكذلك النجارين الذين عملوا هناك. في عام 1852 ، اضطرت هذه المجموعة من السكان الأصليين إلى مغادرة المنطقة نتيجة للتشريع الذي قدمته حكومة مانويل مونت. وقد مكن هذا المنطقة من استعمار المهاجرين الألمان بقيادة هانز فرانك ومارتن فورمان. كانت هناك عدة ثورات مابوتشي، بهدف استعادة أراضيها، بهدف استعادة الأراضي المسروقة، من 1880 إلى 1882، وهذا هو السبب في اندماج نيأنكمايدى وشعبها في العملية التدريجية لعزلة الأرض، في الانتقام عن الانتهاكات والندرة التي يرتكبها السكان الجدد. في وقت لاحق، يختفي زعيم تلك المجموعة من السكان الأصليين، نيأنكمايدى، دون معرفة المزيد عنه.

### النصف الثاني من القرن 19
حدث هام في تطوير ونتي أغيلا كان بناء السكك الحديدية الحكومية في عام 1864. بعد عام حرب المحيط الهادئ (1880)، كانت المدينة بمثابة مركز نقل تم من خلاله نقل الأسلحة وجنود المستقبل في عربات وعربات السكك الحديدية. في عام 1887 ، تم تأسيس رابط تجاري بين ونتي أغيلا والمدينة الأرجنتينية نيوكوين، والتي استمرت حتى عام 1968 ، وهي الفترة التي شهدت ونتي أغيلا فيها الكثير من التنمية الاقتصادية والاجتماعية. كان من المهم أيضًا نمو مونتي أجويلا كمدينة بناء الخط الفرعي الفاصل بينها وبين نهر بولكورا. تم تمويل سكة الحديد العابرة لدول الأنديز، التي بدأ تشييدها في عام 1905 ، من قبل بورفيريو أهومادا، وهو مواطن تشيلي، وشركائه كورسيني وكارلوس فييل (مهندس) ومارتن فورمان وهوراسيو ديل ريو. كان هذا حدثًا رئيسيًا في تكوين مونتي أجويلا، مما مكّن المدينة من الالتقاء وتحقيق نمو سريع، مع التطور الاجتماعي والثقافي.

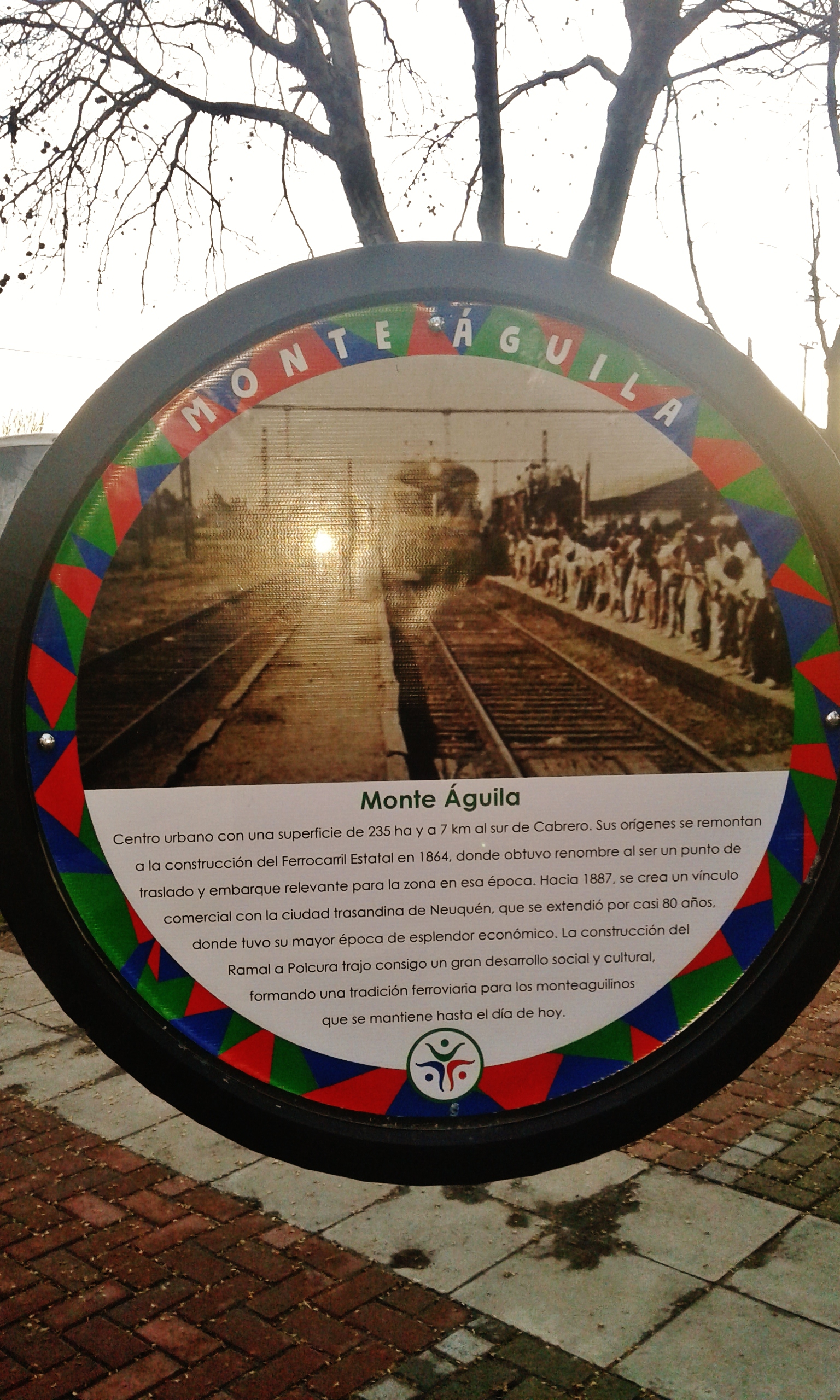
نبذة مختصرة عن أصل مونتي أغيلا ، في القطاع التاريخي للساحة الرئيسية للمدينة.

### القرن 20
اعتبارًا من عام 1979 ، تمر المنطقة بأكملها الواقعة غرب ريو كلاروو إلى إدارة يومبل، في حين تم دمج مدن ونتي أغيلا، تشاروا (شيلي ألديا) وتشيلانسيطو و سالطو ضل لاجا في بلدية كابريرو، وبالتالي هيكلة التواصل كما ومن المعروف اليوم.

### القرن 21
ونتي أغيلا حاليا مدينة متنامية. في عام 2002 بلغ عدد سكانها 6090 نسمة. يعمل جزء كبير من الأشخاص الذين يعيشون في هذه البلدة كمزارع، أو يعملون في وظائف معينة في المدن القريبة، ولا سيما كونثبثيون ولوس أنخليس، عاصمة إقليمية. في الوقت الحالي، أصبحت صناعة السكك الحديدية في وضع سيئ، وتم التخلي عن جزء كبير من هياكلها، وذلك لأنها مملوكة لشركة إمبريسى ناسيونال د فيروكاريلإص دأل إستاضو ، التي تمنع بلدية كابريرو أو أي كيان خاص من السيطرة على هذه الهياكل. تم استخدامه مؤخرًا كمسرح موسيقي، وملعب صغير للأطفال
. قامت المدينة ببناء شركات جديدة وأماكن للاستجمام، كونها واحدة من أبرز عمليات إعادة عرض الساحة الرئيسية للمدينة.

## جغرافيا
تقع المدينة في وادي شيلي المركزي ، 19.67 كم من الحدود الإقليمية بيو بيو-نوبل.ارتفاع المدينة 115 ارتفاع عن مستوى البحر.

### علم الزلازل
نظرًا لموقعها في عام منطقة الحزام الناري، تأثرت معظم مناطق تشيلي بالكوارث الطبيعية الزلزالية. كان أكثر الزلازل تضررا بالمدينة هو زلزال عام 1960 ، وزلزال عام 2010 ، الذي تسبب في سلسلة من الأضرار. أثرت كوارث أخرى على البلدة مؤخرًا، بما في ذلك تورنادو في مدينة لوس أنخليس القريبة ، وفيضان كبير، بسبب هطول الأمطار الغزيرة في يوليو 2019.

### مناخ
المدينة لديها مناخ متوسطي، مع مواسم ملحوظة للغاية وفترات الجفاف والمطر لمدة مماثلة.

### بيئة طبيعية
تأثرت المدينة بالظواهر المرتبطة بشكل رئيسي بالتلوث الناجم عن الروائح الكريهة. واحدة من أكثر الحالات المعترف بها تتعلق بتوسيع محطة معالجة مياه الصرف الصحي، التابعة لشركة إسبيو، من خلال قسمها بيوضإبرسى. أنتجت هذه حركة اجتماعية، قادتها في الغالب بلدية كابريرو، التي كان من المقرر أن تنهي المشروع، الذي كان يعرف باسم "No + caca" (الإسبانية التشيلية لـ «نحن لا نريد المزيد من أنبوب»)، والتي تضمنت مسيرات ل العاصمة الإقليمية، كونثبثيون، لإظهار استياء سكان البلدة. سوف تتأثر ونتي أغيلا لأن هذا المصنع، الذي يقع على بعد 3.5 كيلومترات من مدينة كابريرو، لأنه يقع بالقرب من الجزء الجنوبي من قطاع مامفرييار في المدينة. على الرغم من المطالب، رفضت الدائرة الوطنية لتقييم البيئة 11 مطالبة مقدمة من بلدية كابريرو، وهذا ما حدث، لأنه، على حد تعبير فابيولا بالما، الذي كان آنذاك رئيسًا للبيئة في بلدية كابريرو: «لا يجوز لرئيس البلدية رفع دعاوى رسمية نظرًا لأنه جزء من الهيئات العامة التي يجب أن تحكم قبل المتطلبات البيئية»، فقد ترك ذلك للجيران بدون حل ملموس وفي انتظار اتخاذ إجراء ضد المحامية باولا فيليجاس في Servicio de Evaluación Ambiental SEA ، (بالإسبانية: لدائرة التقييم البيئي الوطنية) من إقليم بيو بيو. تلقى المشروع دعماً رسمياً من مدير SEA وستة وزراء وزاريين إقليميين، بينما صوت سكرتيران وزاريان إقليميان وعمدة إقليمي في ذلك الوقت خورخي أولوا ضده.

### سياسة وحكومة

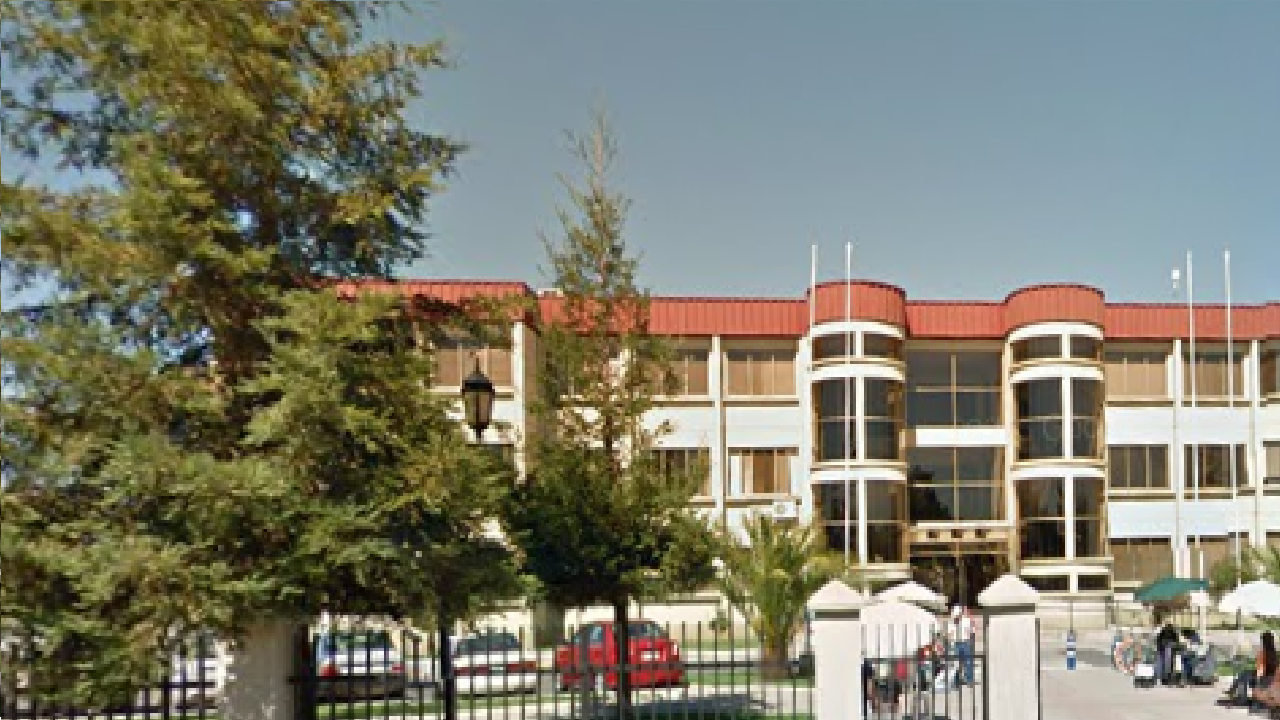
بلدية كابريرو.

#### إدارة
في تشيلي، تعتبر البلدة أصغر تقسيم إقليمي، ومع ذلك، ونتي أغيلا ليست كوميونة، لذا فهي تابعة لواحدة، في هذه الحالة، إلى بلدية كابريرو. كونهم جزءًا من كابريرو، لديهم الحق في التصويت كمواطنين من البلديات لاختيار سلطاتهم البلدية (رئيس بلدية و 6 مستشارين)، يتم انتخابهم كل أربع سنوات. منذ عام 2012، رئيس بلدية كابريرو هو ماريو جيركي كيفيدو.

#### تطور تاريخي
حتى عام 1974 ، تنقسم شيلي إلى مقاطعات وإدارات ومقاطعات فرعية ومقاطعات. خلال ذلك الوقت، ينتمي أتبا ونتي إلى فرع يومبل. مع التقسيم الإداري الجديد، الذي فرضه النظام الديكتاتوري عام أوغستو بينوشيه، ظل ونتي أغيلا بمثابة مناصفة داخل البلدية من كابريرو، يحكمها رئيس بلدية معين حتى عام 1992 ، عندما تم استدعاء انتخابات بلدية في نهاية الديكتاتورية العسكرية. في عام 1992 ، عندما تم استدعاء أول رئيس بلدية يعود إلى الديمقراطية، حسن صباغ كاستيلو (الحزب الديموقراطي المسيحي PDC)، الذي كان في منصبه حتى عام 2012 ، إلى الانتخابات البلدية في نهاية النظام العسكري.

#### رموز المدينة
ترتبط هوية مدينة ونتي أغيلا ارتباطًا وثيقًا بماضيها التاريخي وأصولها. على الرغم من عدم وجود درع رسمي أو علم، هناك عنصران مهمان للغاية في ثقافة المدينة. أحدها هو النسر، الذي يأتي من نفس اسم مونتي أجويلا وأول سكانه، معظمهم من لونكو نيأنكمايدى، لذلك يمكن التعرف على هذا الرمز في أجزاء مختلفة، مثل الفسيفساء في الساحة الرئيسية، النوادي الرياضية، على درع المؤسسات، إلخ. العنصر المهم الآخر في هوية ونتي أغيلا هو القطار بلا شك، وكل ما يتعلق بصناعة السكك الحديدية، والتي نشأت بفضلها أول قرية في أوائل القرن العشرين، والتي منها، بعد انخفاض النقل بالقطار، فقط أنقاض وبقايا ما كان ذلك العصر. والدليل على ذلك هو سلسلة من المراجع الموجودة في المدينة لهذا النقل، مثل الفسيفساء في الساحة الرئيسية، الجداريات، التمثيل الفني، الأندية الرياضية، مجالس الأحياء، إلخ. أعطت هوية المدينة سكانها الرغبة في مزيد من الاستقلال وتشكيل مجتمع منفصل من كابريرو، والذي، حتى الآن، لم يكن كذلك. خلال إدارة العمدة حسن صباغ كاستيلو، عبر الكثير من الناس عن ونتي أغيلا عن عدم اهتمام معين من جانب بلدية كابريرو، حيث شعروا بالتهميش من القرارات البلدية من خلال كونهم في الخلفية في سلم أولوياتهم. في الوقت الحاضر، على الرغم من التقدم الكبير الذي حققته المدينة في العقد الماضي، إلا أن هذا الشعور بالاستقلال ما زال مستمراً، حيث كان الدافع الرئيسي وراءه هو سلسلة الخصائص والعناصر الثقافية والتاريخية التي تجعلها مختلفة عن العديد من مواطني المدينة. كابريرو، المدينة الرئيسية.

## علم السكان
يقول المؤرخ تيتو فيغيروا مورا أنه من إحصاء عام 1907 ، يمكن الحصول على إحصاء سكاني رسمي للمدينة، في ذلك الوقت كان يضم 91 مواطنًا. مما لا شك فيه، أن «السكة الحديدية الجنوبية»، وهي بناء السكك الحديدية التي تربط ونتي أغيلا بمقاطعة نيوكوين الأرجنتينية والزيادة في إنتاجية المزارع في المنطقة، قد أعطت الحياة لهذه النواة الحضرية. والدليل على ما تقدم كان النمو السكاني السريع، حيث وصل إلى ما يقرب من ألف شخص في الثلاثينيات وتضاعف بعد 30 عامًا. وفقًا لتعداد عام 1992 ، بلغ عدد السكان في ذلك الوقت 5207 نسمة ، وبعد ذلك، وفقًا لتعداد عام 2002 ، بلغ عدد سكان ونتي أغيلا 6090 نسمة. أظهر الإحصاء الأخير، الذي أجري في عام 2017 ، أن المدينة بها 6574 نسمة.

## دين

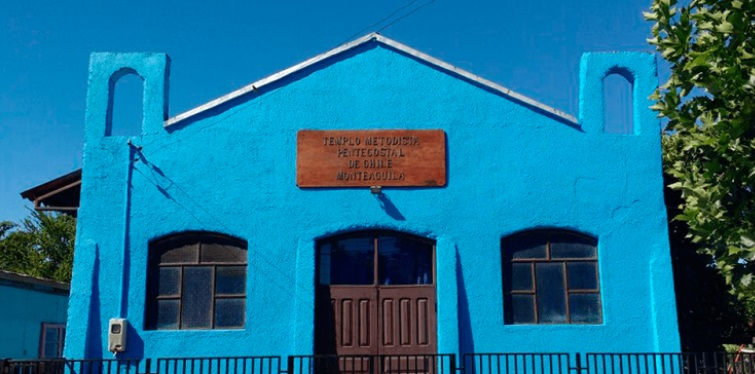
كنيسة العنصرة الميثودية التشيلية ، للعبادة المسيحية البروتستانتية ، في ونتي أغيلا.

على الرغم من أن آخر تعداد شيلي، تم إجراؤه في عام 2017 ، لم يحقق في دين السكان، فإن المرجع الأقرب في هذا الصدد يتوافق مع تعداد 2002 ، الذي جاء في إقليم بيو بيو. هذه النتائج هي ما يلقي التعداد:
| دين                           | عدد المؤمنين |
| ----------------------------- | ------------ |
| الكنيسة الرومانية الكاثوليكية | 1000000      |
| بروتستانتية                   | 300000       |
| شهود يهوه                     | 11000        |
| إلحاد / لاأدرية               | 100000       |

كما هو شائع في الدول الغربية، فإن الأديان مثل إسلام ويهودية]] والكنيسة الأرثوذكسية في أمريكا]] هي أقليات، ولا يمارسها السكان على نطاق واسع. تغيرت هذه الأرقام بلا شك خلال هذا الوقت، والتي على الرغم من عدم التحقق منها في الأرقام، إذا كانت قابلة للتأكيد في الحقائق. يوجد اليوم كنيسة كاثوليكية في ونتي أغيلا، كنيسة «نوإسترى سينيورا دأل كارمين»، التي يعود تاريخها إلى نهاية القرن التاسع عشر، عندما كان ونتي أغيلا ليس أكثر من منزل مزرعة صغير به عدد قليل جدًا من المنازل ، في بداية الخشب ، وبعد حادث تسبب في حريق دمره ، تم بناء الأسمنت الحالي الذي استمر حتى اليوم.
تجدر الإشارة أيضًا إلى وجود العديد من كنائس الطائفة المسيحية البروتستانتية التابعة لفرع العنصرة.

### الأنشطة الثقافية والترفيه
لدى ونتي أغيلا سلسلة من الأنشطة التقليدية التي تجري على مدار العام. أهمها ما يلي:
- ونتيأغيلتيني الصيف (بالإسبانية: Verano Monteaguilino): على الرغم من أن تاريخ تأسيس ونتي أغيلا غير معروف حتى اليوم ، إلا أن الذكرى السنوية للمدينة يتم الاحتفال بها في فبراير. اعتمادا على السنة ، يمكن أن تستمر لمدة شهر أو أسبوع. في ذلك ، يتم تنفيذ سلسلة من التخصصات الفنية والرياضية والترفيهية ، بالإضافة إلى دعوة الفنانين من ذوي الخبرة الوطنية والدولية وتنتهي مع ليلة الكرنفال ، حيث يتم عرض الأزياء والسيارات الاستعادية المصنوعة يدويا. في البداية تم تنفيذه من قبل نفس المجتمع ، ولكن منذ عام 2011 يتم تنفيذه من قبل بلدية كابريرو.[19] تقام الأحداث الرئيسية عادةً في ثلاثة أماكن محددة ، الساحة الرئيسية ، الصالة الرياضية البلدية والمجمع الرياضي.
- كروز د مايو (بالإسبانية: Cruz de Mayo): هذا هو الاسم الذي يطلق في شيلي للحزب الإسباني الشهير ، وهو شائع جدًا في بلدان أمريكا اللاتينية. إنه احتفال نموذجي لأحد المهرجانات داخل الطقوس الرومانية للاحتفال بعبادة صليب المسيح ، الذي يحتفل به في شيلي بسلسلة من العناصر النموذجية والخاصة ، مثل الأغنية التقليدية «هنا يذهب كروز د مايو ، ويزور المحبون مع شمعة صغيرة ونبتة صغيرة»، والتي يتم جمع الأموال لأولئك المحتاجين. على الرغم من أن التاريخ وفقًا للطقوس الرومانية هو 3 مايو، إلا أن عطلة نهاية الأسبوع الأولى من ذلك الشهر يتم الاحتفال بها عادة في ونتي أغيلا. يحتوي على عينة متنوعة من العناصر التشيلية النموذجية ، مثل فن الطهو والحرف والرقصات الشعبية.
- فإاسطأص باترإاس (بالإسبانية: Fiestas Patrias): .يتوافق مع العطلة التي تسلط الضوء على العادات والتقاليد النموذجية للهوية الوطنية وهي واحدة من أكثر الاحتفالات شعبية في تشيلي.[20]

## معرض صور

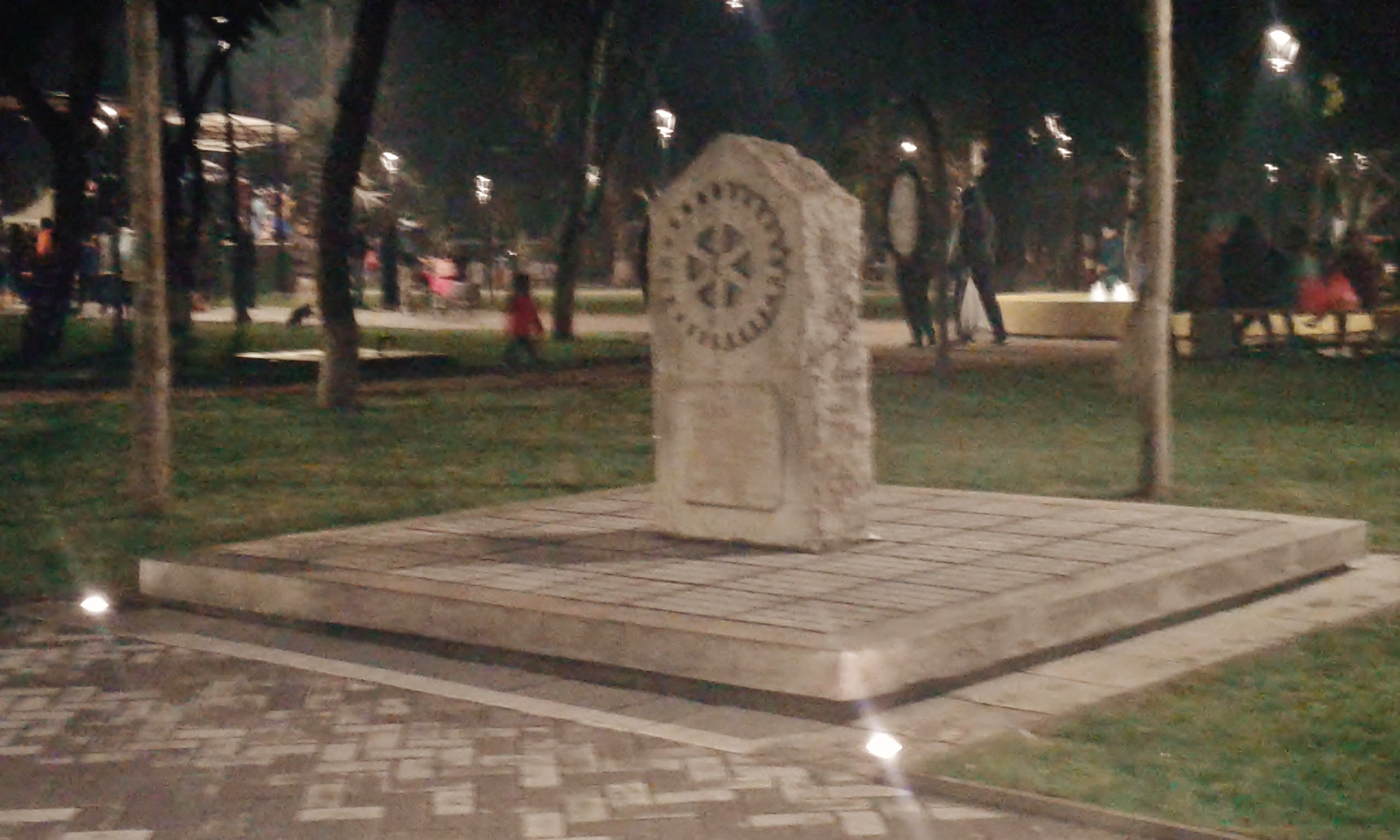
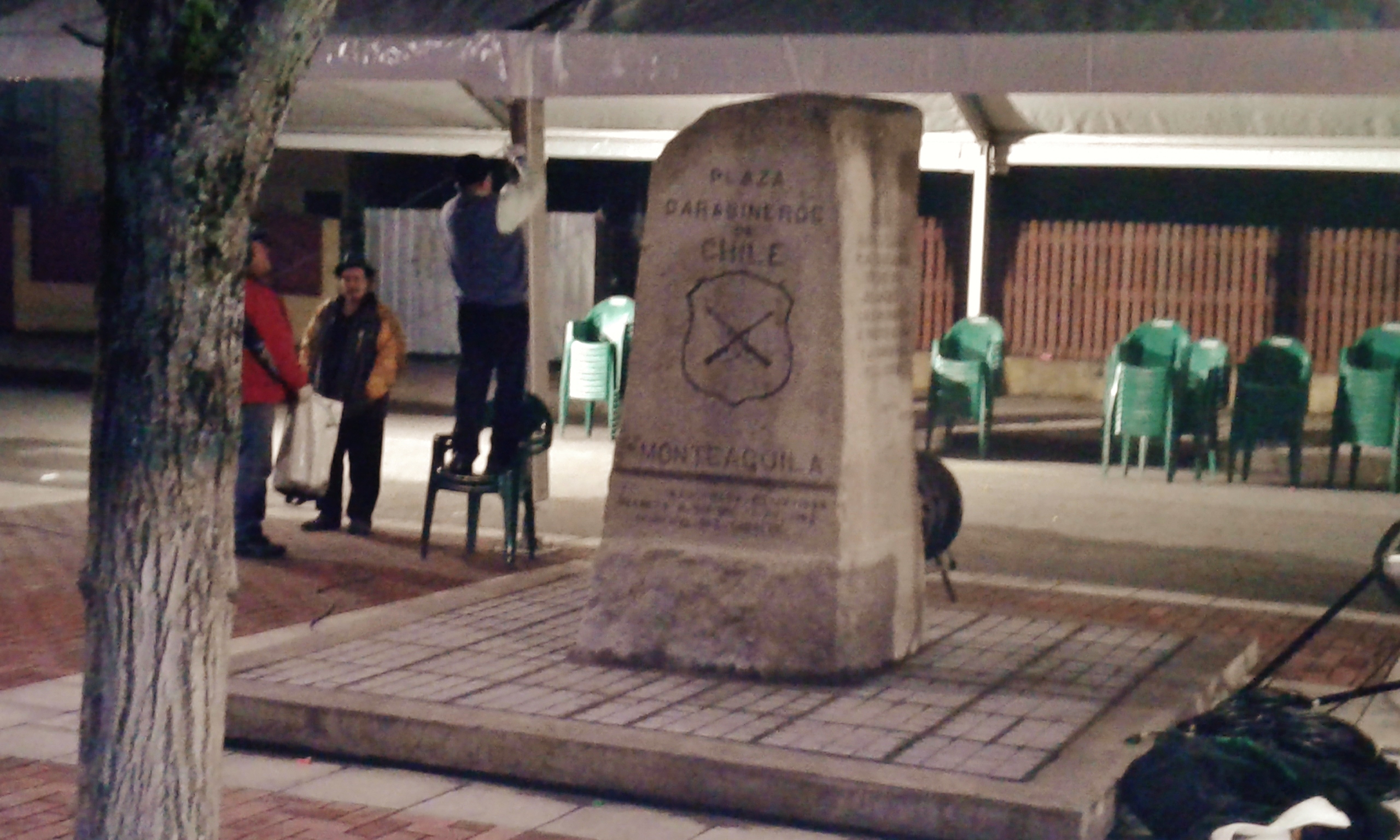
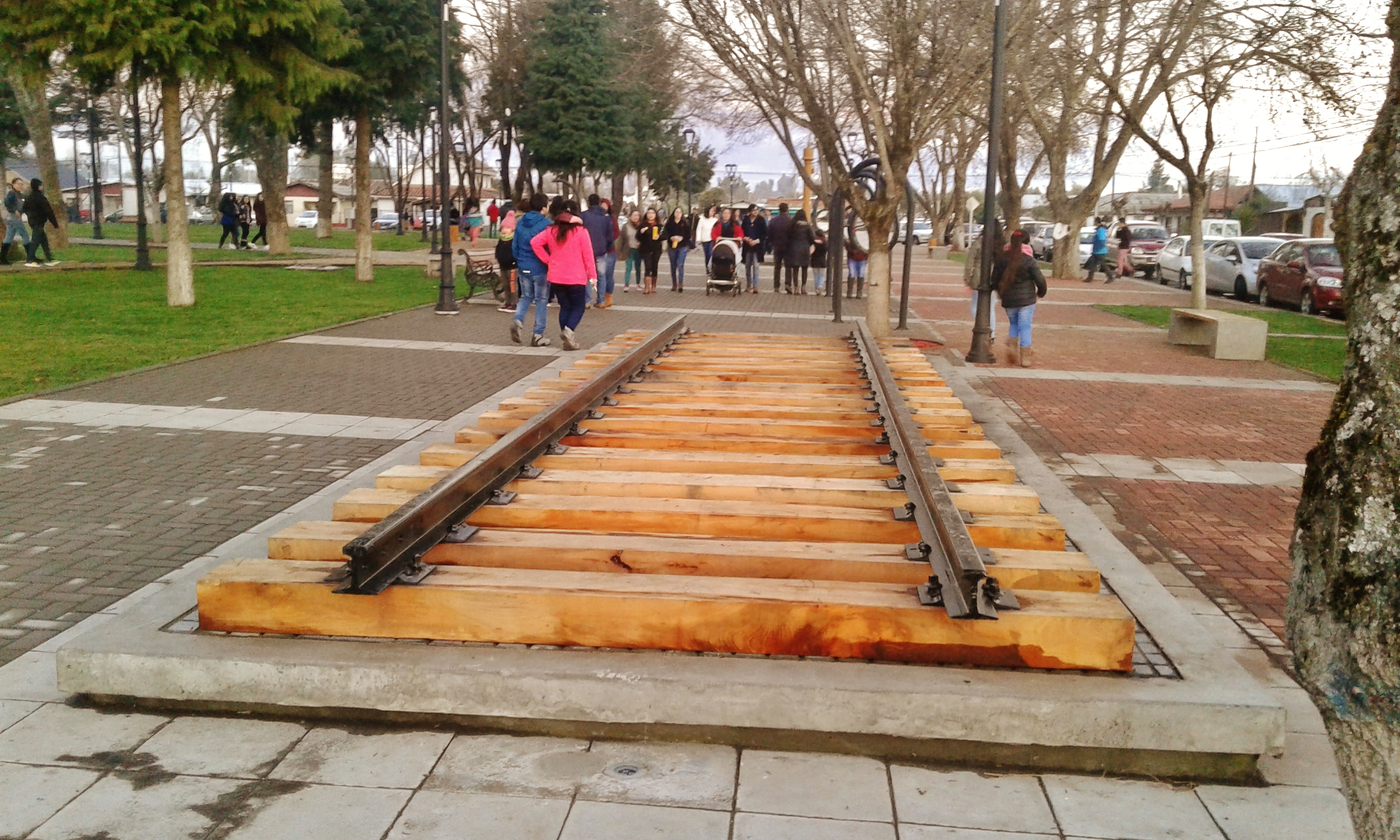
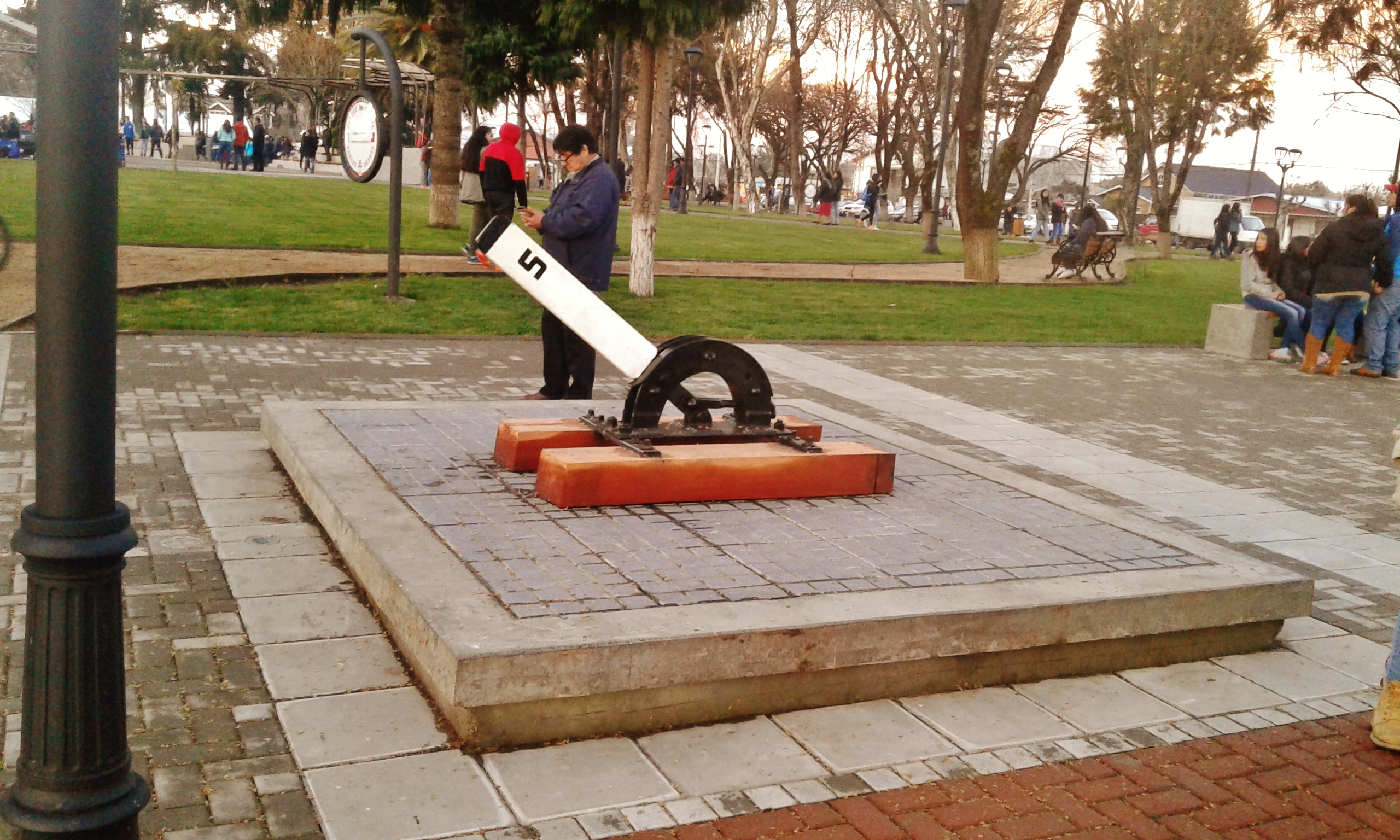